# 當間建文
當間 建文（とうま たけふみ、1989年3月21日 - ）は、沖縄県那覇市出身の元プロサッカー選手。ポジションはディフェンダー（左右サイドバックおよびセンターバック）。 ビーチサッカー日本代表の當間正人は兄。

## 来歴
小学2年次、3人の兄の影響でサッカーを始める。宇栄原フットボールクラブを経て、通学先の那覇市立小禄中学校サッカー部でプレーした。
2004年、中学校卒業後福岡県に渡り東海大学付属第五高等学校に進学してサッカー部に入部した。2年次よりレギュラーとしてプレーするようになり、3年次となった2006年に高校総体に出場、8得点を挙げて大会ベスト8を経験した他、大会優秀選手に選出された。その後仙台カップ国際ユースサッカー大会に出場するU-18日本代表チームに選出されて 3試合に出場した。仙台カップ出場がきっかけでスカウトの目にとまり、ジェフユナイテッド市原・千葉との競合の末「サッカーのスタイルが自分がしたいスタイルと合っている」 ことから2007年、鹿島アントラーズに入団。2012年に栃木SCへ完全移籍した。
2014年、モンテディオ山形へ完全移籍。
2016年、松本山雅FCへ完全移籍、2019年8月にFC岐阜へ期限付き移籍。
2019年12月、移籍期間満了により岐阜を退団。所属元の松本からも契約満了による退団が発表された。
2020年2月28日、現役引退が発表された。なお、2020シーズンより古巣鹿島アントラーズのスクールコーチを務めることが決定している。

## 所属クラブ
ユース経歴
- - 2002年 宇栄原FC (宇栄原小)
- 2001年 - 2003年 那覇市立小禄中学校
- 2004年 - 2006年 東海大学付属第五高等学校

プロ経歴
- 2007年 - 2011年  鹿島アントラーズ
- 2012年 - 2013年  栃木SC
- 2014年 - 2015年  モンテディオ山形
- 2016年 - 2019年  松本山雅FC
  - 2019年8月 - 同年12月  FC岐阜（期限付き移籍）

## 個人成績
| 国内大会個人成績 | 国内大会個人成績 | 国内大会個人成績 | 国内大会個人成績 | 国内大会個人成績 | 国内大会個人成績 | 国内大会個人成績 | 国内大会個人成績 | 国内大会個人成績 | 国内大会個人成績 | 国内大会個人成績 | 国内大会個人成績 |
| 年度             | クラブ           | 背番号           | リーグ           | リーグ戦         | リーグ戦         | リーグ杯         | リーグ杯         | オープン杯       | オープン杯       | 期間通算         | 期間通算         |
| 年度             | クラブ           | 背番号           | リーグ           | 出場             | 得点             | 出場             | 得点             | 出場             | 得点             | 出場             | 得点             |
| 日本             | 日本             | 日本             | 日本             | リーグ戦         | リーグ戦         | リーグ杯         | リーグ杯         | 天皇杯           | 天皇杯           | 期間通算         | 期間通算         |
| ---------------- | ---------------- | ---------------- | ---------------- | ---------------- | ---------------- | ---------------- | ---------------- | ---------------- | ---------------- | ---------------- | ---------------- |
| 2007             | 鹿島             | 24               | J1               | 0                | 0                | 0                | 0                | 0                | 0                | 0                | 0                |
| 2008             | 鹿島             | 24               | J1               | 0                | 0                | 0                | 0                | 0                | 0                | 0                | 0                |
| 2009             | 鹿島             | 24               | J1               | 0                | 0                | 0                | 0                | 0                | 0                | 0                | 0                |
| 2010             | 鹿島             | 24               | J1               | 1                | 0                | 0                | 0                | 3                | 0                | 4                | 0                |
| 2011             | 鹿島             | 24               | J1               | 2                | 0                | 0                | 0                | 1                | 0                | 3                | 0                |
| 2012             | 栃木             | 6                | J2               | 29               | 2                | -                | -                | 1                | 0                | 30               | 2                |
| 2013             | 栃木             | 6                | J2               | 30               | 1                | -                | -                | 0                | 0                | 30               | 1                |
| 2014             | 山形             | 17               | J2               | 27               | 3                | -                | -                | 5                | 0                | 32               | 3                |
| 2015             | 山形             | 17               | J1               | 22               | 0                | 2                | 2                | 2                | 0                | 26               | 2                |
| 2016             | 松本             | 18               | J2               | 25               | 1                | -                | -                | 2                | 0                | 27               | 1                |
| 2017             | 松本             | 18               | J2               | 20               | 1                | -                | -                | 1                | 0                | 21               | 1                |
| 2018             | 松本             | 18               | J2               | 5                | 0                | -                | -                | 2                | 0                | 7                | 0                |
| 2019             | 松本             | 18               | J1               | 5                | 1                | 5                | 0                | 1                | 0                | 11               | 0                |
| 2019             | 岐阜             | 50               | J2               | 14               | 1                | -                | -                | 0                | 0                | 14               | 1                |
| 通算             | 日本             | 日本             | J1               | 30               | 1                | 7                | 2                | 7                | 0                | 44               | 3                |
| 通算             | 日本             | 日本             | J2               | 150              | 9                | -                | -                | 11               | 0                | 161              | 9                |
| 総通算           | 総通算           | 総通算           | 総通算           | 180              | 10               | 7                | 2                | 18               | 0                | 205              | 12               |

その他の公式戦
- 2014年 
  - J1昇格プレーオフ 2試合0得点

| 国際大会個人成績 | 国際大会個人成績 | 国際大会個人成績 | 国際大会個人成績 | 国際大会個人成績 |
| 年度             | クラブ           | 背番号           | 出場             | 得点             |
| AFC              | AFC              | AFC              | ACL              | ACL              |
| ---------------- | ---------------- | ---------------- | ---------------- | ---------------- |
| 2008             | 鹿島             | 24               | 0                | 0                |
| 2009             | 鹿島             | 24               | 0                | 0                |
| 2010             | 鹿島             | 24               | 0                | 0                |
| 2011             | 鹿島             | 24               | 0                | 0                |
| 通算             | AFC              | AFC              | 0                | 0                |

- Jリーグ初出場 - 2010年10月16日 J1 第25節 湘南ベルマーレ戦（平塚競技場）
- Jリーグ初得点 - 2012年4月8日 J2 第7節 ロアッソ熊本戦（栃木県グリーンスタジアム）

## タイトル
鹿島アントラーズ
- J1リーグ：3回（2007年、2008年、2009年）
- 天皇杯全日本サッカー選手権大会：1回（2007年）
- FUJI XEROX SUPER CUP：2回（2009年、2010年）

松本山雅FC
- J2リーグ：1回（2018年）

## 代表歴
- U-18日本代表

2006年、2007年
- U-20日本代表
  - 2008年 カタール国際ユーストーナメント（3位）
  - 2009年 水原国際ユースフットボールトーナメント
  - 2009年 アルクディア国際トーナメント2009（3位）
- U-21日本代表
  - 2010年 トゥーロン国際大会
  - 2010年 アジア競技大会